# Taylor Caniff
Taylor Michael Caniff (Indiana, 3 de febrero de 1996) es una personalidad estadounidense de Internet, conocido por sus apariciones en YouTube y la aplicación de videos Vine. Posteriormente Caniff apareció en la serie de telerrealidad de Netflix Chasing Cameron.

## Carrera
Caniff lanzó un canal de YouTube en septiembre de 2012. Publicó clips de seis segundos de bromas, bocetos de comedia y videos sobre su vida en Vine en 2013. Más tarde se unió al grupo de gira Magcon (Meet and Greet Convention) con Nash Grier, Cameron Dallas, Matthew Espinosa, Shawn Mendes, Aaron Carpenter, Carter Reynolds, Dj Mahogany Lox, Jacob Whitesides, Hayes Grier, Dylan Collins y Jack & Jack. En 2013-2014, el grupo realizó una gira por los Estados Unidos celebrando convenciones donde los fanáticos pudieron conocer e interactuar con las celebridades de Internet. El grupo Magcon original se disolvió después de que la gira terminó en 2014. Luego, Caniff viajó por los Estados Unidos con el DigiTour. En 2015 se embarcó en su primera gira en solitario, el RV Project Tour. En 2016 participó en una gira mundial con un reinicio de Magcon, que incluyó a Aaron Carpenter, Cameron Dallas, Dylan Dauzat, Jacob Sartorius y otras celebridades de Internet. Ese mismo año, Caniff coprotagonizó la serie de telerrealidad de Netflix Chasing Cameron sobre la gira. Ha realizado varias giras a lo largo de 2017.

### Música
En 2014 Caniff formado una cadera hop duo con Dillon Rupp nombrado 2Vírgenes. En abril 5 de aquel año el grupo liberó su debut solo "Buckwild". Más tarde en el año, el grupo liberó su segundo solo "Como Whoo". En 2016  libere "Dinero efectivo Encima Me" con Trey Schafer, sobre personas quiénes utilizan celebridades y sólo quererles para dinero y fama. Libere otros durante el año.

## Filmografía
| Año  | Película             | Función | Notas                           |
| ---- | -------------------- | ------- | ------------------------------- |
| 2016 | Persiguiendo Cameron | Él      | Netflix Serie original          |
| 2016 | Chelsea              | Él      | Episodio: Ambos Travieso y Niza |

## Discografía

### 2Vírgenes
| Año  | Título    | Posiciones de gráfico de la cumbre | Posiciones de gráfico de la cumbre | Álbum |
| Año  | Título    | USR&B/HHDigital                    | USRapDigital                       | Álbum |
| ---- | --------- | ---------------------------------- | ---------------------------------- | ----- |
| 2014 | Buckwild  | 22                                 | 14                                 | N/Un  |
| 2014 | Como Whoo | 30                                 | 17                                 | N/Un  |

## Premios y nominaciones
| Año  | Nominado                             | Premio                      | Resultado |
| ---- | ------------------------------------ | --------------------------- | --------- |
| 2016 | 2016 Elección de Adolescente Premios | Elección Snapchatter: Macho |           |